# Raugi Yu
Raugi Yu (ur. 31 grudnia 1963 w Montrealu) – kanadyjski aktor.

## Filmografia
- Mr. Young jako Dang (od 2011)
- Dziennik cwaniaczka jako Vice Principal Roy (2010)
- Marmaduke – pies na fali (2010)
- JPod jako Kam Fong (2008)
- Eureka jako Wayne Kwan (2007)
- War (2007)
- When a Man Falls in the Forest jako Dennis (2007)
- Mistrzowie horroru (2006)
- The Evidence jako CSU Cop (2006)
- Wywiad jako Henry Yu (2006)
- Bliźniaki Cramp jako lokaj Wendy (2005)
- Trup jak ja jako Raugi (2003)
- Spook jako Chiński Syn (2003)
- The Dead Zone jako Michael Nazawa (2003, 2004)
- Da Vinci’s Inquest jako policjant (2002–2004)
- Cień anioła jako Ticket Taker (2001)
- Sagwa, the Chinese Siamese Cat jako Cook (2001)
- The Sentinel jako Monk (1998)